# 森長国
森 長国（もり ながくに）は、江戸時代後期の大名。播磨国三日月藩の第8代藩主。官位は従五位下佐渡守。

## 略歴
第6代藩主・森長義の長男として父が隠居した翌年に江戸にて誕生。幼名は芝二郎。
文化13年（1816年）10月16日、養父森長篤の死去により、末期養子として家督を継いだ。文政9年（1826年）10月15日、11代将軍徳川家斉に拝謁した。同年12月16日、従五位下佐渡守に叙任した。嘉永元年（1848年）9月10日、隠居し、次男俊滋に家督を譲った。
安政4年（1857年）11月8日に48歳で死去した。法号は長国院殿寿山日行大居士。墓所は東京都大田区池上の本行寺。

## 系譜
- 父：森長義（1787-1837）
- 母：側室
- 養父：森長篤（1795-1816）
- 正室：小笠原長貴の娘
  - 男子：虎松丸
- 側室：林氏
  - 次男：森俊滋（1833?-1879）
- 生母不明の子女
  - 女子：於城 - 平野長発正室